# Таен говор
Тайните говори наричани още тайни езици и арго́ (от на френски: argot) са вид жаргон. През средновековието до началото на новото време служели за „професионалните“ нужди на крадци, скитници и други, които ги ползвали като средство за защита и борба с обществото.
Някои от думите в тайните говори се отличават с изключителна специализираност (например в речника на крадците има специални изрази за „кражба от вътрешен джоб“, „кражба чрез рязане на джоб“ и т.н.). С цел да се постигне по-голяма неразбираемост обаче тайните говори подменят и значителна част от основния речников състав на езика. Понятия, които представляват интерес за живота на принадлежащите към групата на даден таен говор, притежават значителен брой синоними – думи за пари, за кражба, за обиждане или изразяване на ирония, за наименования на половите органи и т.н.